# El precio del poder (1992)
El precio del poder fue una serie de televisión argentina emitida por la pantalla de Canal 9 Libertad entre 1992 y 1993. Protagonizada por Rodolfo Bebán, Stella Maris Lanzani y Juan Darthés. Coprotagonizada por Raúl Rizzo, Adriana Salonia, Juan Ignacio Machado, Rubén Ballester, Diego Varzi y Héctor Calori. Antagonizada por Silvia Kutika, Carola Reyna y Juan Vitali. También, contó con las actuaciones especiales de Silvina Rada y los primeros actores Olga Zubarry, Jorge Barreiro e Irma Córdoba. Y las participaciones de Elizabeth Killian y Rodolfo Machado como actores invitados.

## Trama
Intrigas, secretos y muerte marcan el ritmo de esta historia centrada en la vida de una familia liderada por Lucio Santini, un reconocido empresario que hará todo lo que esté a su alcance para seguir manteniendo su poder. 

## Elenco
- Rodolfo Bebán - Lucio Santini
- Stella Maris Lanzani - Oriana de Santini
- Juan Darthés - Jorge Santini
- Raúl Rizzo - Folko Santini
- Olga Zubarry - Cristina
- Jorge Barreiro - Alex Tonelli
- Irma Córdoba - Paula de Santini
- Adriana Salonia - Nadia Santini
- Juan Ignacio Machado - Rolando "Rolo" Santini
- Silvia Kutika - Liana
- Carola Reyna - Mara
- Juan Vitali - Ventura
- Rubén Ballester - Raúl
- Diego Varzi - Kramer
- Héctor Calori - Mario Pizarro

## Actores invitados por orden alfabético
- Andrea Acatto
- Marta Albertini
- Luis Aranda
- Ricardo Bauleo
- Roxana Berco
- Osvaldo Brandi
- Pablo Brichta
- Manuel Callau
- María Laura Cali
- Marta Cerain
- Graciela Cohen
- Villanueva Cosse
- Héctor Da Rosa
- Alberto de Mendoza
- Oscar Ferreiro
- Raúl Florido
- Nicolás Frei
- Fabian Gianola
- Adolfo García Grau
- Carina Gigena
- Norberto Gonzalo
- Miguel Habud
- Alfredo Iglesias
- Celia Juárez
- Elizabeth Killian
- Marcela Labarca
- José María Langlais
- Francisco Llanos
- Rodolfo Machado
- Guadalupe Martínez Uría
- Guillermo Marcos
- Esteban Massari
- Solange Mathou
- Cecilia Milone
- Leonor Miniño
- Horacio Nicolai
- Pablo Novak
- Edward Nutkiewicz
- Félix Padrón
- Paola Papini
- Aldo Pastur
- Claudio Quinteros
- Silvina Rada
- Gustavo Rey
- Jorge Sabaté
- Jessica Schultz
- Humberto Serrano
- Graciela Stéfani
- Rubén Stella
- Bettina Vardé
- Leopoldo Verona

- Datos: Q30912336